# 噶桑扎西嘉措
噶桑扎西嘉措（藏語：བསྐལ་བཟང་བཀྲ་ཤིས་རྒྱ་མཚོ་，1779年—？）藏族，青海卓仓人，第二世（不计追认）卓仓居巴仓活佛。

## 生平
噶桑扎西嘉措生于1779年。阿旺宗哲圆寂之后，以噶桑扎西嘉措为其转世。噶桑扎西嘉措曾任塔尔寺居巴扎仓第三十九任堪布，1828年又出任塔尔寺第五十任法台。因为噶桑扎西嘉措曾任塔尔寺居巴扎仓堪布，所以其所属的活佛系统被称作“卓仓居巴仓”。